# Opel Zafira A
Opel Zafira A er en kompakt MPV fra den tyske bilfabrikant Opel. Bilen er første generation af Opel Zafira-serien, og blev bygget mellem marts 1999 og juli 2005.

## Generelt
Modellen introducerede det dengang i samarbejde med Porsche i Weissach nyudviklede sædekoncept Flex7 med plads til op til syv personer, hvor de to bageste sæder (i tredje sæderække) kan sænkes helt ned i gulvet hver for sig og den midterste (trepersoners) sæderække kan klappes sammen og skubbes fremad. Dette muliggør en høj variabilitet som igen muliggør en ombygning fra syvpersoners personbil til en op til 1,80 m lang og 1,11 m bred, flad lastflade, uden at sæderne − ligesom på de fleste daværende konkurrenter − skal fjernes helt fra bilen.
Zafira gælder som følge af sin succes som redning for den gamle Opel-fabrik i Bochum; bortset fra Zafira blev store dele af den i Bochum foregående produktion indstillet i starten af 2000'erne.
I efteråret 2001 introducerede Opel med Zafira CNG den første rent naturgasdrevne personbil. Salget begyndte i foråret 2002.

### Facelift
I februar 2003 blev i rammerne af et facelift udseendet og dele af udstyret modificeret. Dermed fik kølergrillen en bred, forkromet midterstribe og baglygterne en rød/hvid afdækning. Dørhåndtagene og pyntelisterne blev lakeret i bilens farve og gummiomkransingen af bagrudenn forsvandt.
Bænksædet i anden sæderække kan på den faceliftede model klappes frem i forholdet 40:20:40 og har som standard fastgørelse til Isofix-autostole på de yderste siddepladser samt tre trepunktssikkerhedsseler (hidtil havde den midterste siddeplads kun hoftesele).
- Opel Zafira (2003–2005)
- Bagfra

### Søstermodeller
Den første generation af Zafira sælges i dag stadigvæk som Opel Zafira i Libanon, Jordan og Syrien. Modellen kan også købes som Chevrolet Zafira i visse sydamerikanske og asiatiske lande.
Mellem 2001 og 2005 blev Zafira i Japan markedsført under navnet Subaru Treviq. I 2001 blev der derudover præsenteret en prototype af Treviq med firehjulstræk, som dog aldrig gik i serieproduktion. I Sydøstasien hed modellen Chevrolet Nabira frem til 2007.
Forsøgsbilen GM HydroGen3 var baseret på Opel Zafira A og blev bygget mellem 2001 og 2006. GM HydroGen 3 var en bil med brintdrift, forsynet med brændselsceller og elektromotorer.

### Zafira OPC
Zafira findes også i en sportslig udgave, Zafira 2,0 OPC hvor OPC står for Opel Performance Center. Zafira 2,0 OPC er udstyret med en 2,0-liters firecylindret turbomotor med en effekt på 141 kW (192 hk) i tidlige og 147 kW (200 hk) i sene versioner, og et drejningsmoment på 250 Nm. Til sammenligning har dieselmodellen 2,0 DTI (Diesel Turbo Direct Injection) med samme slagvolume et drejningsmoment på 230 Nm.

## Sikkerhed
Det svenske forsikringsselskab Folksam vurderer flere forskellige bilmodeller ud fra oplysninger fra virkelige ulykker, hvorved risikoen for død eller invaliditet i tilfælde af en ulykke måles. I rapporterne Hur säker är bilen? er/var Zafira A klassificeret som følger:
- 2005: Som middelbilen[6]
- 2007: Som middelbilen[7]
- 2009: Som middelbilen[8]
- 2011: Som middelbilen[9]
- 2013: Mindst 20 % bedre end middelbilen[10]
- 2015: Mindst 20 % bedre end middelbilen[11]
- 2017: Mindst 20 % bedre end middelbilen[12]
- 2019: Mindst 20 % bedre end middelbilen[13]

## Tekniske data

### Benzinmotorer
|                                                | 1.6 16V                 | 1.6 16V                 | 1.6 CNG                 | 1.8 16V                         | 1.8 16V                         | 2.0 16V OPC               | 2.0 16V OPC             | 2.2 16V                         |
| Byggeperiode                                   | 3/1999−9/2000           | 9/2000−7/2005           | 9/2001−7/2005           | 3/1999−9/2000                   | 9/2000−7/2005                   | 9/2001−11/2002            | 11/2002−12/2004         | 9/2000−7/2005                   |
| Motordata                                      |                         |                         |                         |                                 |                                 |                           |                         |                                 |
| Motorkode                                      | X16XEL                  | Z16XE                   | Z16YNG                  | X18XE1, X18XEL                  | Z18XE                           | Z20LET                    | Z20LET                  | Z22SE                           |
| Motortype                                      | R4-benzinmotor          | R4-benzinmotor          | R4-benzin/ gas-motor    | R4-benzinmotor                  | R4-benzinmotor                  | R4-benzinmotor            | R4-benzinmotor          | R4-benzinmotor                  |
| Antal ventiler pr. cylinder                    | 4                       | 4                       | 4                       | 4                               | 4                               | 4                         | 4                       | 4                               |
| Ventilstyring                                  | DOHC, tandrem           | DOHC, tandrem           | DOHC, tandrem           | DOHC, tandrem                   | DOHC, tandrem                   | DOHC, tandrem             | DOHC, tandrem           | DOHC, tandrem                   |
| Fødesystem                                     | Multipoint              | Multipoint              | Multipoint              | Multipoint                      | Multipoint                      | Multipoint                | Multipoint              | Multipoint                      |
| Trykladning                                    | –                       | –                       | –                       | –                               | Turbolader, ladeluftkøler       | Turbolader, ladeluftkøler | –                       | –                               |
| Køling                                         | Vandkøling              | Vandkøling              | Vandkøling              | Vandkøling                      | Vandkøling                      | Vandkøling                | Vandkøling              | Vandkøling                      |
| Boring × slaglængde                            | 79,0 × 81,5 mm          | 79,0 × 81,5 mm          | 79,0 × 81,5 mm          | 80,5 × 88,2 mm                  | 80,5 × 88,2 mm                  | 86,0 × 86,0 mm            | 86,0 × 86,0 mm          | 86,0 × 94,6 mm                  |
| Slagvolume                                     | 1598 cm³                | 1598 cm³                | 1598 cm³                | 1796 cm³                        | 1796 cm³                        | 1998 cm³                  | 1998 cm³                | 2198 cm³                        |
| Kompressionsforhold                            | 10,5:1                  | 10,5:1                  | 12,5:1                  | 10,5:1                          | 10,5:1                          | 8,8:1                     | 8,8:1                   | 10,0:1                          |
| Maks. effekt ved omdr./min.                    | 74 kW (100 hk) 6000     | 74 kW (100 hk) 6000     | 71 kW (97 hk) 6000      | 85 kW (115 hk) 5400             | 92 kW (125 hk) 5600             | 141 kW (192 hk) 5400      | 147 kW (200 hk) 5600    | 108 kW (147 hk) 5800            |
| Maks. drejningsmoment ved omdr./min.           | 150 Nm 3600             | 150 Nm 3600             | 140 Nm 3800             | 170 Nm 3400                     | 170 Nm 3800                     | 250 Nm 1950−5300          | 250 Nm 1950−5300        | 203 Nm 4000                     |
| Udstødningsnorm                                | Euro2                   | Euro4                   | Euro4                   | Euro2                           | Euro4                           | Euro4                     | Euro4                   | Euro4                           |
| Kraftoverførsel                                |                         |                         |                         |                                 |                                 |                           |                         |                                 |
| Drivende hjul                                  | Forhjul                 | Forhjul                 | Forhjul                 | Forhjul                         | Forhjul                         | Forhjul                   | Forhjul                 | Forhjul                         |
| Gearkasse (standardudstyr)                     | 5-trins manuel          | 5-trins manuel          | 5-trins manuel          | 5-trins manuel                  | 5-trins manuel                  | 5-trins manuel            | 5-trins manuel          | 5-trins manuel                  |
| Gearkasse (ekstraudstyr)                       | –                       | –                       | –                       | 4-trins automatisk              | 4-trins automatisk              | –                         | –                       | 4-trins automatisk              |
| Præstationer                                   |                         |                         |                         |                                 |                                 |                           |                         |                                 |
| Topfart                                        | 176 km/t                | 176 km/t                | 170 km/t                | 184 km/t (175 km/t)             | 188 km/t (180 km/t)             | 220 km/t                  | 220 km/t                | 200 km/t (188 km/t)             |
| Acceleration 0-100 km/t                        | 13,5 sek.               | 13,0 sek.               | 15,5 sek.               | 12,0 sek. (14,0 sek.)           | 11,5 sek. (13,0 sek.)           | 8,2 sek.                  | 8,2 sek.                | 10,0 sek. (11,0 sek.)           |
| Brændstofforbrug pr. 100 km ved blandet kørsel | 8,3 liter Blyfri 95     | 7,5 liter Blyfri 95     | 5,3 liter Naturgas      | 8,5 liter (8,9 liter) Blyfri 95 | 8,2 liter (8,7 liter) Blyfri 95 | 10,1 liter Blyfri 95      | 9,4 liter Blyfri 95     | 8,5 liter (8,9 liter) Blyfri 95 |
| Bemærkninger                                   |                         |                         |                         |                                 |                                 |                           |                         |                                 |
|                                                | Egnet til E10-brændstof | Egnet til E10-brændstof | Egnet til E10-brændstof | Egnet til E10-brændstof         | Egnet til E10-brændstof         | Egnet til E10-brændstof   | Egnet til E10-brændstof | Ikke egnet til E10-brændstof    |

1. ↑  Denne motor findes ikke på det danske modelprogram
2. ↑  Værdier i parentes gælder for versioner med automatgear

### Dieselmotorer
|                                                | 2.0 DI 16V         | 2.0 DTI 16V               | 2.2 DTI 16V               |
| Byggeperiode                                   | 10/1999−9/2000     | 9/2000−7/2005             | 9/2001−7/2005             |
| Motordata                                      |                    |                           |                           |
| Motorkode                                      | X20DTL             | Y20DTH                    | Y22DTR                    |
| Motortype                                      | R4-dieselmotor     | R4-dieselmotor            | R4-dieselmotor            |
| Antal ventiler pr. cylinder                    | 4                  | 4                         | 4                         |
| Ventilstyring                                  | OHC, kæde          | OHC, kæde                 | OHC, kæde                 |
| Fødesystem                                     | Direkte            | Direkte                   | Direkte                   |
| Trykladning                                    | Turbolader         | Turbolader, ladeluftkøler | Turbolader, ladeluftkøler |
| Køling                                         | Vandkøling         | Vandkøling                | Vandkøling                |
| Boring × slaglængde                            | 84,0 × 90,0 mm     | 84,0 × 90,0 mm            | 84,0 × 98,0 mm            |
| Slagvolume                                     | 1995 cm³           | 1995 cm³                  | 2171 cm³                  |
| Kompressionsforhold                            | 18,5:1             | 18,5:1                    | 18,5:1                    |
| Maks. effekt ved omdr./min.                    | 60 kW (82 hk) 4300 | 74 kW (100 hk) 4300       | 92 kW (125 hk) 4000       |
| Maks. drejningsmoment ved omdr./min.           | 185 Nm 1800−2500   | 230 Nm 1500−2500          | 280 Nm 1500−2750          |
| Udstødningsnorm                                | Euro2              | Euro3                     | Euro3                     |
| Kraftoverførsel                                |                    |                           |                           |
| Drivende hjul                                  | Forhjul            | Forhjul                   | Forhjul                   |
| Gearkasse                                      | 5-trins manuel     | 5-trins manuel            | 5-trins manuel            |
| Præstationer                                   |                    |                           |                           |
| Topfart                                        | 160 km/t           | 175 km/t                  | 187 km/t                  |
| Acceleration 0-100 km/t                        | 17,0 sek.          | 14,0 sek.                 | 11,5 sek.                 |
| Brændstofforbrug pr. 100 km ved blandet kørsel | 6,6 liter Diesel   | 6,3 liter Diesel          | 6,5 liter Diesel          |

## Priser
Zafira Flexivan blev valgt til Årets Varebil i Danmark 2000.